# Dorcatominae
Dorcatominae — подсемейство жесткокрылых насекомых семейства точильщиков.

## Описание
Усики всегда с тремя увеличенными вершинными члениками. Переднее отверстие переднегруди почти круглое. Заднегрудь обычно с бороздками для вкладывания средних лапок.

## Систематика
В составе подсемейства:
- Anitys C.G. Thomson, 1863
- Mirosternus Sharp
- Mizodorcatoma Hayashi, 1955
- Stichoptychus Fall, 1905
- Synanobium Schilsky, 1898
- †Venablesia Britton, 1960